# Mesosa undata
Mesosa undata es una especie de escarabajo longicornio del género Mesosa, categorizada en la tribu Mesosini, de la subfamilia Lamiinae. Fue descrita por Fabricius en 1793.

## Descripción
Mide 15,75-21 mm de longitud.

## Distribución
Se distribuye por China, Indonesia y Laos.